# 株 (歴史学)
株（かぶ）とは、特定の団体の構成員個人単位の参加資格、社会的身分や役職、営業上の権益が物権化して、相続や売買、譲渡、入質の対象となったもの。株式（かぶしき）とも。

## 概説
「株」とは、本来は植物の「株（根株・切株）」（植物の株は上に向かうにつれていくつもの枝に分かれ、下に向かうにつれていくつもの根に分かれる）が語源とされ、「式」は中世の所有権概念と言える「職」が変化したとされている（株職→株式）。なお、独立が許可されて株が分割されることを「株分け」、経営破綻などで断絶することを「株絶え」と称するのも、植物の株から連想された表現である。
「式」が中世の「職」に由来するとされていることや中世後期に商人の市場・売場に対する持分単位を意味した「荷（か）」という概念が「株」とほとんど同じであることから、株の概念そのものは中世から存在したと考えられるが、「株」という言葉そのものが記録に登場するのは江戸時代になってからである。本来は血縁によって継承される身分や役職・権益などが物権化もしくは商品化されたものであるが、戦乱や社会変動によって血縁による「家」の存続が困難な社会であった中世・近世の日本において、売買や譲渡などが可能な形態にすることで社会的枠組みを確保するための手段であったと考えられる。
組織によっては株の証憑になるものとして、株札が発行され、組織全体では株帳によって把握されていた。
農村においては、検地によって村落の構成員が確定した後、宮座などの共同祭祀や用水・入会地の管理、農作業などの共同作業、年貢・諸役の負担をする者を確定させ、村落共同体を維持するために百姓株や屋敷株、宮座株などが存在した。それは同時に分家や他所からの流入者に対する既得権益を主張する手段ともなった。また、均田政策の実施のために「株」を活用していた藩も存在していた。
都市においては、商人・職人たちが仲間株を作って営業者数を制限し、営業内容の固定化・独占化を図っていた。これを組織したものを株仲間と称する。本来は商人や職人が自発的に形成していた私的組織である同業仲間や組合が過度な競争を抑制して経営の安定化を図るために公認化を願い出たものであったと考えられるが、後に江戸幕府や藩など公権力が悪質業者の排除や流通統制の意図で組織化させる場合もあった。前者は「願株（ねがいかぶ）」と称され、後者は「御免株（ごめんかぶ）」と称された。更に願株には、既存の組織をそのまま公認化させた「直株（じきかぶ）」と特定の人々が土地開発・物価統制・冥加金上納を条件に起業・結成が認められた「請株（うけかぶ）」に分かれ、後者の場合には湯屋株や茶屋株、芝居株のように、公権力側による土地開発・都市計画を業者に事実上請け負わせる性格を有していた。この他にも「旧株」と「新株」という区別もある。これは前者が仲間結成当初からの原加盟者、後者がその後増枠された株（「増株」と称する）を保有する者という意味であるが、狭義では天保12年（1841年）に江戸幕府が出した株仲間解散令以前からの仲間と嘉永4年（1851年）の株仲間再興令以降に加入が認められた仲間を指す。
無制限・非固定の「不定株」も例外的にはあったが、株仲間の株数は総数を制限・固定する「〆株（しめかぶ）」が一般的であった。このため、新たに商売を始めたい場合には偶々増株の機会に遭遇するか、持主がいない「明株（あきかぶ）」を入手するしかなかった。また、既存の株所有者であっても、1株あたりの経営規模（店舗数や店員数）に制約が定められている場合もあり、経営規模をそれ以上に拡大したい場合には複数の株を保有する必要があった。「明株」には株絶えなどで権利の継承者が不在・不明になった「捨株（すてかぶ）」、犯罪による処分や夜逃げなどの欠落、仲間内部の規定に対する重大な違反などで廃業及び株の没収となった「上株（あがりかぶ）」に分けられた。明株は仲間の預かりとされてしかる後に希望者を募ることになっており、こうした株は「預株（あずかりかぶ）」・「釣株（つりかぶ）」・「仲間待株（なかままちかぶ）」と呼ばれた（ただし、上株の中には処分の一環として株数そのものを減らされる場合もあった）。これとは別に店を休業した場合にはその株は「休株（やすみかぶ）」と呼ばれており、株の所有者がそのまま保持が認められてはいたが、株仲間では休業者の冥加金を他の仲間が負担しなければならなくなる問題が生じるため、場合によっては「所有者の自発的意思」という表向き体裁をとって仲間の預かりとされた。勿論、明株が都合よく開いているとは限らず、新規参入者の中には株所有者の寄子（世利子）・見習となって営業を行う方法や複数人で1つの株を所有する「半株（はんかぶ）」「分株（わけかぶ）」などの抜け道を行うケースもあった。株の中には規則で売買・貸借を全面的に禁止しているものと、規則の手続や仲間の承認を得ることで売買・貸借が許されているものが存在していた。株の中には独占的権利の保障を伴うものがあり、特に商業上の株の中には専売買権を保障しているため、高い収益や安定した経営が見込める業種の株については相場よりも高い価格で取引される場合もあり、中には「千両株」と称される高値の株も出現したという。
江戸幕府における御家人、江戸などの都市部における町名主や家主、農村部における郷士など、本来世襲されるべき社会的身分も、御家人株・名主株・家主株・郷士株などの形で売買の対象にされていた。それは株を獲得することによって身分の上昇をすることを可能にしていた。例えば、鹿児島県（旧薩摩藩）では、明治8年（1875年）11月以降、旧藩士の家禄が「士族株」という名目で売買が可能とされていた。明治19年（1886年）9月、苗代川で代々薩摩焼の製造・販売を行ってきていた朝鮮人陶工末裔の朴壽勝は東郷彌八郎家の士族株を購入し、東郷家に「入籍」して士族身分を獲得している。これは壬申戸籍によってそれまで薩摩藩から受けてきた「士分」待遇を剥奪されて平民認定を受けた苗代川の住民が晒された「民族的偏見」を克服するための手段の1つであったと考えられている。
明治になって西洋から株式会社の制度が導入されるにあたって、有価証券「stock」（英語）の訳語として「株」もしくは「株式」の訳語が与えられるようになるが、明治5年（1872年）に設立された国立銀行において用いられたのが最古の例と考えられている。明治11年（1878年）に東京株式取引所と大阪株式取引所が設立されたことで、社会に広く定着することになった。ただし、ここで注意しなければならないのは、江戸時代の日本には西洋の法制度が指すところの権利・義務の概念が存在しておらず、従来（江戸時代まで）の「株」・「株主」は特定の権利について客体化（有形・無形を問わず）されたものに過ぎなかったが、新しい「株」・「株式」は法律によって株所有者の権利・義務が紐づけされているところで異なっている。前者の概念に基づいた「株」・「株式」は経済や社会の制度の変化に伴い次第に姿を消していくことになるが、日本相撲協会における年寄名跡（通称「親方株」）は現代まで残された数少ない江戸時代以前の「株」「株式」の概念・仕組に基づいたシステムと言える。